# Crézancy
Crézancy település Franciaországban, Aisne megyében. Lakosainak száma 1193 fő (2022. január 1.). Crézancy Connigis, Fossoy, Mézy-Moulins, Reuilly-Sauvigny és Saint-Eugène községekkel határos.

## Népesség
A település népességének változása:
| Lakosok száma | 837  | 1005 | 1033 | 1100 | 1181 | 1221 | 1230 | 1244 | 1250 | 1193 |
|               | 1968 | 1982 | 1990 | 2006 | 2013 | 2015 | 2017 | 2019 | 2020 | 2022 |